# Jerzykowo (województwo warmińsko-mazurskie)
Jerzykowo (niem. Georgenau) – osada w Polsce, w województwie warmińsko-mazurskim, w powiecie węgorzewskim, w gminie Węgorzewo, sołectwo Radzieje.
W latach 1975–1998 miejscowość należała administracyjnie do województwa suwalskiego.

## Nazwa
28 marca 1949 r. ustalono urzędową polską nazwę miejscowości – Jerzykowo, określając drugi przypadek jako Jerzykowa, a przymiotnik – jerzykowski.

## Historia
Po II wojnie światowej powstał w miejscowości PGR, który przed likwidacją wchodził w skład PGR Stawiska.